# Village-Neuf
Village-Neuf (deutsch Neudorf, elsässisch Neidorf) ist eine französische Gemeinde mit 4617 Einwohnern (Stand 1. Januar 2022) im Département Haut-Rhin in der Europäischen Gebietskörperschaft Elsass und in der Region Grand Est. Sie gehört zum Arrondissement Mulhouse und zum Kanton Saint-Louis.

## Geografie
Die Gemeinde Village-Neuf liegt rechts des Canal de Huningue und links des Rheines rund 9 km nördlich der Schweizer Stadt Basel. Sie grenzt im Norden an Rosenau, im Osten an den Rhein, im Süden an Hüningen und im Westen an Saint-Louis (Ortsteil Neuweg).

## Geschichte

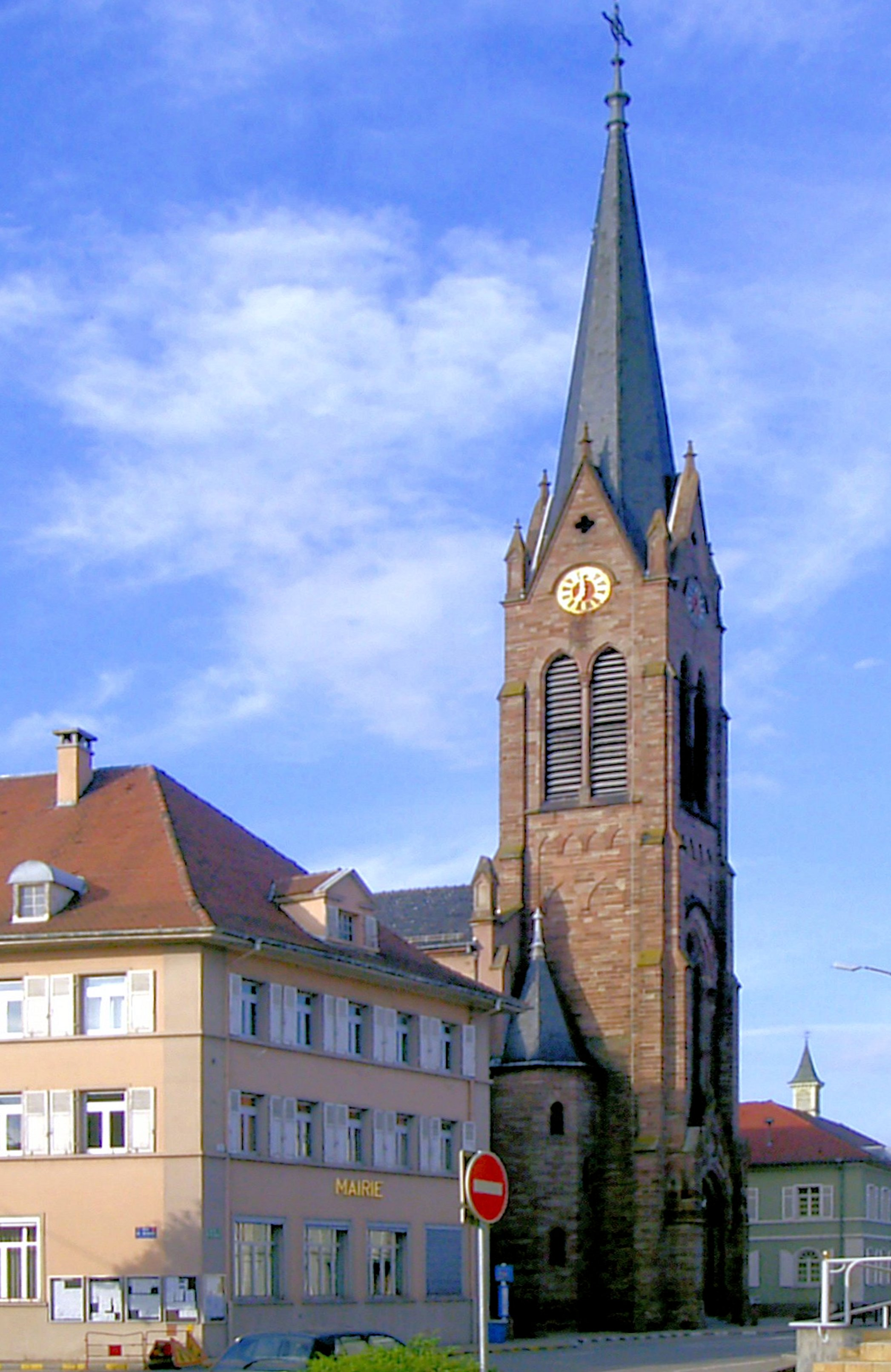
Kirche Saint-Nicolas in Village-Neuf

Das Fischerdorf Groß-Hüningen musste der Festung Hüningen weichen und die Bewohner wurden in das 1684 durch königliches Dekret wenige Kilometer rheinabwärts auf der Rheininsel Aoust gegründete Bourg Neuf d’Aoust (seit 1704 Village-Neuf (le village neuf de Grand-Huningue)) umgesiedelt. 1687 wurde das alte Dorf vollständig abgebrochen. Aufgrund der Grenzlage und der Nähe zur Festung litt das Dorf unter den vielen deutsch-französischen Kriegen. Insbesondere während der Belagerung der Festung im Winter 1813/1814 gab es schwere Schäden. Die Nähe zum Rhein brachte Hochwassergefahren mit sich – erst 1838 wurde ein Hochwasserdamm gebaut. 1855 starben 150 Einwohner an der Cholera.

### Wappen
Das Wappen zeigt eine silberne Eule auf rotem Grund und wurde vom alten Dorf Groß-Hüningen übernommen. Das alte Dorf Groß-Hüningen wurde von Bernhard von Weimar seinem Bankier Henri Herwart aus Lyon geschenkt. Wie viele Dörfer übernahm Groß-Hüningen das Wappen seines Grundherrn in veränderter Form. Das Wappen der Familie Herwart zeigte eine rote Eule auf weißem Grund.

### Bevölkerungsentwicklung
| Jahr      | 1962 | 1968 | 1975 | 1982 | 1990 | 1999 | 2007 | 2018 |
| Einwohner | 2517 | 2729 | 2811 | 2922 | 2920 | 3108 | 3529 | 4356 |

## Verkehr
Beim Rheinhafen endet das vom Bahnhof Saint-Louis kommende Bahngleis, das nur mit Güterzügen befahren wird.

## Partnerstädte
Seit 1982 besteht eine Partnerschaft zur südfranzösischen Stadt Geaune und seit 1988 zur früheren Gemeinde und heutigem Lörracher Stadtteil Haagen. Zahlreiche gegenseitige Schulbesuche und Vereinsaktivitäten sind das Zeichen dieser lebendigen Partnerschaft. Auch Gedenktage wie der Volkstrauertag werden gemeinsam begangen.